# John Lundstram
John David „Lunny“ Lundstram (* 18. Februar 1994 in Liverpool) ist ein englischer Fußballspieler.
Der Mittelfeldspieler entstammt der Jugendarbeit des FC Everton, bestritt für diesen jedoch nie ein Pflichtspiel in der ersten Mannschaft. Nach sechs Leihgeschäften bei unterklassigen englischen Vereinen in dreieinhalb Jahren, wechselte er im August 2015 zu Oxford United. Dort kam er in zwei Jahren über 100 Einsätzen und verließ den Verein im Sommer 2017 in Richtung Sheffield United. Mit Sheffield stieg er in der Saison 2018/19 in die Premier League auf. Nachdem der Verein 2021 in die zweite Liga abgestiegen war, wechselte er zum amtierenden schottischen Meister den Glasgow Rangers.
Er ist ehemaliger englischer U-Nationalspieler. Für die Three Lions lief er in U17, U18, U19 und U20-Nationalmannschaften auf.

## Vereinskarriere

### FC Everton
Im Jahr 2002 begann John Lundstram beim FC Everton in seiner Heimatstadt Liverpool mit dem Fußballspielen. Dort spielte er in diversen Juniorenauswahlen und unterzeichnete im Juli 2010 seinen ersten Jugendvertrag bei den Toffees. Seitdem spielte er für die Reservemannschaft und bereits ein Jahr später wurde er mit einem ersten professionellen Kontrakt ausgestattet.

#### Leihgeschäfte
Am 20. Februar 2013 wechselte er auf Leihbasis für einen Monat zum Drittligisten Doncaster Rovers, wo er Spielpraxis in der ersten Mannschaft sammeln sollte. Sein Ligadebüt gab er am 23. Februar (34. Spieltag) beim 1:1-Unentschieden gegen Yeovil Town. Das Leihgeschäft wurde später bis zum Saisonende ausgedehnt, er kam in allen 13 weiteren Ligaspielen der Saison 2012/13 von Beginn an zum Einsatz und kehrte anschließend zu Everton zurück.
Nach seiner Rückkehr spielte er in der Premier League 2 für die B-Mannschaft, wurde aber bereits am 28. November 2013 zum Zweitligisten Yeovil Town ausgeliehen. Zwei Tage später (17. Spieltag) bestritt er beim 3:0-Auswärtssieg gegen den FC Watford sein erstes Spiel. Am nächsten Spieltag erzielte er beim 1:0-Heimsieg gegen den FC Blackpool sein erstes Tor. Die zuerst bis Januar 2014 befristete Leihe wurde zum Jahreswechsel bis Ende der Spielzeit 2013/14 ausgedehnt. Dennoch wurde er am 10. März 2014 von Everton zurückbeordert. Bis dahin war er in 14 Ligaspielen für den Abstiegskandidaten zum Einsatz gekommen, in welchen er zwei Treffer erzielen konnte.
Beim Verein aus Merseyside schaffte er es jedoch nicht in die erste Mannschaft und wurde bereits am 27. März 2014 für einen Monat zum Drittligisten Leyton Orient weiterverliehen. Zwei Tage später stand er bei der 0:1-Heimniederlage gegen Bradford City in der Startformation. Die Leihe wurde später bis Saisonende verlängert und er spielte im Mai mit den O’s in den Aufstiegs-Play-offs. Im Endspiel gegen Rotherham United wurde er in der 106. Spielminute für David Mooney eingewechselt und verwertete im Elfmeterschießen seinen Versuch. Dieser Treffer reichte jedoch nicht und Leyton Orient verlor. Nach diesem Spiel und neun Einsätzen kehrte Lundstram zu Everton zurück.
Am 6. August 2014 wechselte er leihweise für die gesamte Saison 2014/15 zum Zweitligisten FC Blackpool. Sein Debüt gab er am 9. August (1. Spieltag) bei der 0:2-Auswärtsniederlage gegen Nottingham Forest. Beim finanziell angeschlagenen Verein etablierte er sich rasch als wichtiger Stammspieler. Den ersten Saisonsieg konnte man erst am 11. Spieltag mit einem 1:0-Heimsieg gegen Cardiff City feiern. Am 3. Januar 2015 rief ihn Everton zurück. Bis dahin war er in 17 Ligaspielen zum Einsatz gekommen, in denen er mit Blackpool nur sieben Punkte erringen konnte.
Am 9. Januar 2015 kehrte er auf Leihbasis zu Leyton Orient zurück. Nachdem er zunächst vier Ligaspiele absolviert hatte, blieb er in den nächsten drei außen vor und kehrte am 19. Februar zu seinem Stammverein FC Everton zurück. Am 19. März wechselte Lundstram für einen Monat leihweise zum Drittligisten Scunthorpe United. Das Leihgeschäft wurde später bis Saisonende ausgedehnt und er kehrte nach sieben Einsätzen zurück.
Seinen auslaufenden Vertrag verlängerte Lundstram trotz eines Angebotes nicht und verließ den Verein zum 1. Juli 2015 ablösefrei.

### Oxford United
Am 13. August 2015 wechselte John Lundstram zu Oxford United in die viertklassige Football League Two, wo er einen Zweijahresvertrag mit der Option auf ein weiteres unterzeichnete. Zuvor war er mit den Drittligisten Wigan Athletic und Crewe Alexandra in Verbindung gebracht worden. Am 18. August 2015 (3. Spieltag) gab er beim 3:1-Heimsieg gegen Notts County sein Debüt für die Yellows, als er in der 85. Spielminute für Kemar Roofe eingewechselt wurde. In der nächsten Zeit gelang ihm der Schritt in die Startformation von Cheftrainer Michael Appleton. Am 17. Oktober 2015 (13. Spieltag) erzielte er gegen Leyton Orient sein erstes Tor für seinen neuen Arbeitgeber. Am 26. Dezember (23. Spieltag) erzielte er beim 3:0-Heimsieg gegen Exeter City sein zweites Saisontor und bereitete einen weiteren Treffer vor. Die Saison 2015/16 beendete er mit 37 Ligaspielen, in denen er drei Tore und vier Vorlagen sammeln konnte und half seiner Mannschaft zum Aufstieg in die Football League One.
In seiner zweiten Spielzeit 2016/17 übernahm er die Kapitänsbinde vom scheidenden Jake Wright. Sein einziges Saisontor gelang ihm am 18. März 2017 beim 2:1-Heimsieg in der Liga gegen Scunthorpe United. Nach seinem 35. Saisoneinsatz verlängerte sich sein Vertrag automatisch um ein weiteres Jahr. In dieser Saison bestritt er 45 Ligaspiele und kam in 12 weiteren Pokalpartien zum Einsatz.

### Sheffield United
Am 25. Juli 2017 wechselte Lundstram zum Championship-Aufsteiger Sheffield United, wo er einen Dreijahresvertrag unterzeichnete. Die Ablösesumme für den Mittelfeldspieler betrug rund 560.000 Euro. Sein Debüt bestritt er am 5. August (1. Spieltag) beim 1:0-Heimsieg gegen den FC Brentford, als er in der zweiten Halbzeit für Samir Carruthers eingewechselt wurde. Am 30. September (11. Spieltag) erzielte er bei der 1:2-Auswärtsniederlage gegen Nottingham Forest sein erstes Tor im Trikot der Blades. Nach einer gewissen Eingewöhnungsphase stieg er im November zum Stammspieler auf. Die Saison 2017/18 beendete Lundstram mit drei Toren in 36 Ligaspielen und trug damit wesentlich zum hervorragenden 10. Tabellenrang der Mannschaft bei.
In der folgenden Spielzeit 2018/19 konnte sich Sheffield United steigern und war von Beginn an im Aufstiegskampf involviert. Lundstram fiel dem Konkurrenzkampf im Mittelfeld zum Opfer und rutschte zuerst aus der Startelf und später aus der Rotation. Lunny verfolgte die Spiele seines Vereins hauptsächlich auf Bank und Tribüne. Mit zehn Ligaspielen hatte er so nur einen geringen Anteil am Aufstieg der Blades.
Sein Status änderte sich in der nächsten Saison 2019/20 wieder merklich zum Positiven. Cheftrainer Chris Wilder setzte Lundstram im ersten Saisonspiel gegen den AFC Bournemouth, welches mit 1:1 endete, in der Startformation ein. Eine Woche später erzielte er im Heimspiel gegen Crystal Palace das einzige Tor des Tages. Mit seinem ersten Tor in der Premier League hatte er nun in den höchsten vier Spielklassen in England ein Mal getroffen. In der etablierte er sich wieder als Stammspieler und trug nicht unwesentlich zum überraschenden Saisonstart des Aufsteigers bei. Am 2. November (11. Spieltag) markierte er beim 3:0-Heimsieg gegen den FC Burnley einen Doppelpack.

### Glasgow Rangers
Nachdem Lundstram mit Sheffield am Ende der Saison 2020/21 in die zweite Liga abgestiegen war, wechselte er nach Schottland zu den Glasgow Rangers, bei denen er einen Dreijahresvertrag unterschrieb. Mit den Rangers erreichte er 2022 das Finale der Europa League, das gegen Eintracht Frankfurt verloren wurde. Drei Tage später gewann er mit der Mannschaft den Schottischen Pokal gegen Heart of Midlothian. Nach drei Jahren in Glasgow wurde sein Vertrag am Ende der Saison 2023/24 nicht verlängert.

### Trabzonspor
Am 25. Juni 2024 gab der türkische Verein Trabzonspor bekannt, dass Lundstram einen Dreijahresvertrag unterzeichnet habe.

## Nationalmannschaft
John Lundstram bestritt Länderspiele für die englischen U17, U18, U19 und U20-Nationalmannschaften.
Mit der englischen U17-Nationalmannschaft nahm Lundstram an der U17-Europameisterschaft 2011 in Serbien und der U17-Weltmeisterschaft 2011 in Mexiko teil. Bei Ersterer gelang ihm der Sprung in die Mannschaft des Turniers.
Im Juli 2012 war er mit der U19 bei der U19-Europameisterschaft 2012 in Estland im Einsatz. Dort erzielte er beim 2:1-Sieg im Gruppenspiel gegen Frankreich seinen einzigen Treffer im Turnier.
Im Juni 2013 kam er bei der U20-Weltmeisterschaft 2013 in der Türkei zu einem Einsatz.

## Erfolge

### Verein
Doncaster Rovers
- Football League One: 2012/13

Oxford United
- Football League Two: 2015/16

Sheffield United
- EFL Championship: 2018/19

Glasgow Rangers
- UEFA-Europa-League-Finalist: 2022
- Schottischer Pokal: 2022

### Individuelle Auszeichnungen
- Mannschaft des Turniers bei der U17-Europameisterschaft 2011

## Trivia
Trotz seines 13-jährigen Engagements beim FC Everton ist Lundstram Anhänger des Stadtrivalen FC Liverpool.